# Arken kombiterminal

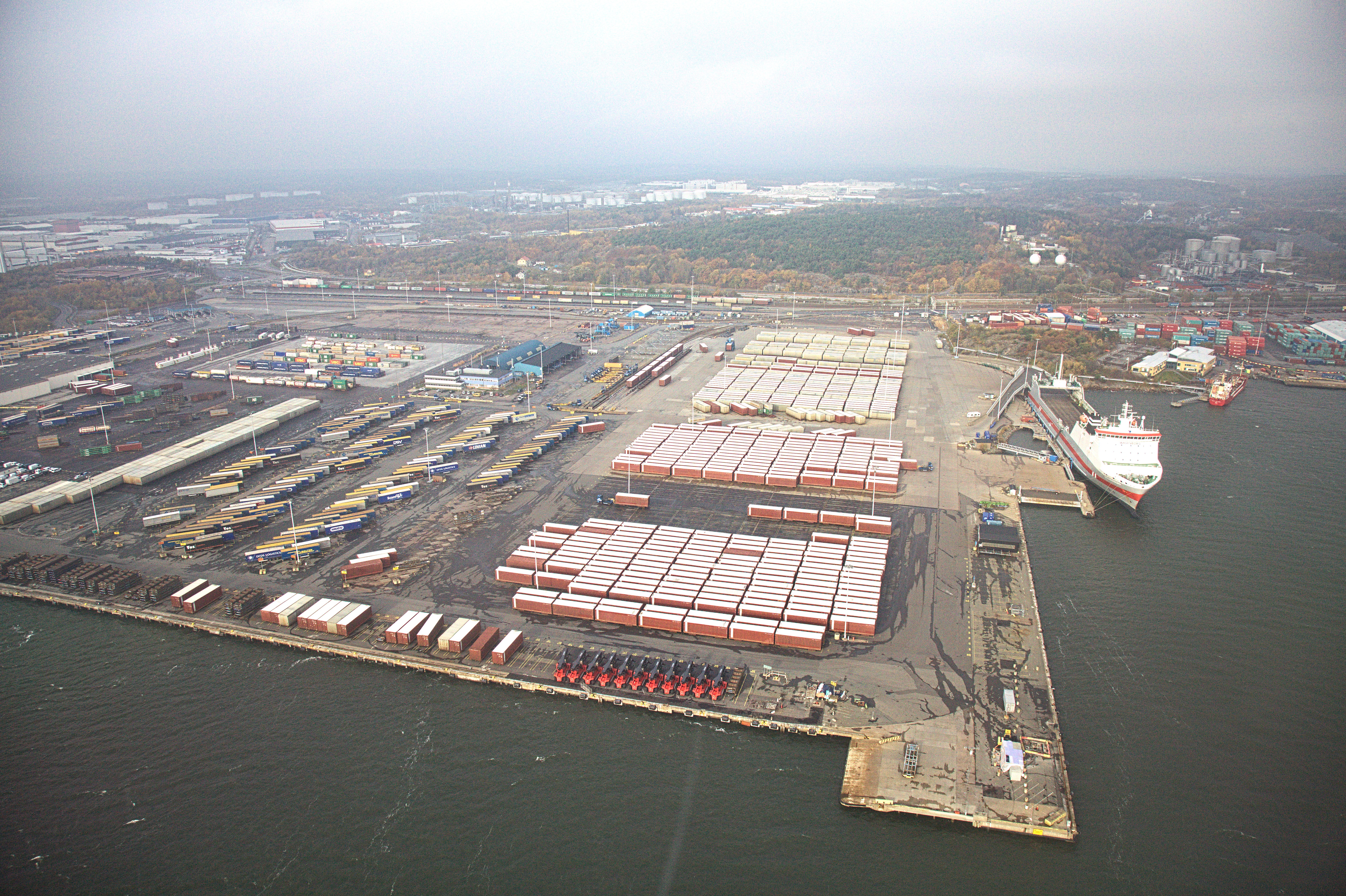
Rorohamnen i Göteborg från söder, 2013. Arken kombiterminal är anlagd omedelbart norr om rorohamnen, något ovanför mitten av bilden.

Arken kombiterminal är en kombiterminal i Skandiahamnen på Hisingen i Göteborg.
Arken kombiterminal ersatte kombiterminalen vid Gullbergs vass och Göteborgs centralstation. Denna måste flytta i samband med byggandet av Västlänken. Arkenterminalen började anläggas vid Göteborgs hamnbana i januari 2018 och började användas delvis i december 2018. Den invigdes officiellt i februari 2019. Den första etappen förväntas utbyggd 2020.
Terminalen ligger i anslutning till rorohamnen. Den är i första hand avsedd för omlastning av semitrailrar mellan fartyg och järnväg.
Terminalen ska ha sju järnvägsspår med sammanlagt 3 360 spårmeter. Området är 65 000 kvadratmeter stort. Den är planerad att fullt utbyggd lasta/lossa 70 000 semitrailrar per år med tio tåg per dygn. Efter full utbyggnad ska den kunna hantera två tåg på 560-730 meters längd och fyra tåg med 420 meters längd. 
Göteborgs hamn AB avtalade 2016 med Sandahlsbolagen Sweden AB om drift av terminalen för en femårsperiod.